# Salvia viscida
Salvia viscida là một loài thực vật có hoa trong họ Hoa môi. Loài này được A.St.-Hil. ex Benth. miêu tả khoa học đầu tiên năm 1833.